# Федоров Едуард Юрійович
Едуа́рд Ю́рійович Фе́доров (10 серпня 1996 — 2 липня 2018) — матрос Збройних сил України, учасник російсько-української війни.

## Життєпис
Народився 1996 року в селі Валява (Городищенський район, Черкаська область). Після закінчення школи навчався у Шевченківському коледжі Уманського національного університету садівництва.
Після строкової служби 31 березня 2016 року підписав контракт, пройшов навчання в 169-му НЦ «Десна». Зарахований до складу 503-го батальйону морської піхоти; матрос, навідник.
27 червня 2018-го зазнав важкого поранення від кулі снайпера поблизу села Водяне (Волноваський район). П'ять діб лікарі харківського ВМКЦ Північного регіону боролись за його життя воїна, громада села збирала й передавала кошти на його лікування. Але поранення виявилось несумісним із життям, під вечір 2 липня 2018 року його серце зупинилось.
5 липня 2018-го похований у селі Валява; у Городищі оголосили жалобу за загиблим та скасували всі розважальні заходи.
Без Едуарда лишились батьки, сестра, молодший брат та вагітна дружина (одружився у квітні 2018 року). 17 вересня 2018 року народилась доня.

## Нагороди та вшанування
- указом Президента України № 239/2018 від 23 серпня 2018 року «за особисту мужність і самовіддані дії, виявлені у захисті державного суверенітету та територіальної цілісності України, зразкового виконання військового обов'язку» — нагороджений орденом «За мужність» III ступеня (посмертно)[1]